# اغتيال عبد العزيز الرنتيسي
اغتيل عبد العزيز الرنتيسي زعيم حركة المقاومة الإسلامية حماس سابقاً إثر غارة جوية نفذتها طائرة مروحية تابعة للجيش الإسرائيلي في يوم السبت بتاريخ 17 أبريل 2004، حيث أطلقت المروحية صاروخاً على سيارةٍ كان يستقلّها بعد أقل من شهر على توليه قيادة الحركة خلفاً للشيخ أحمد ياسين الذي اغتالته إسرائيل أيضاً في أواخر شهر مارس من نفس العام، وأدت الغارة إلى استشهاده مع اثنين من مرافقيه،